# Decemviri
A decemviri (Decemviri consulari protestate legibis scribundis) egyedi feladat elvégzésére létrehozott testület a Római Köztársaságban.

## A decemviri létrejötte
Az i. e. 5. század  közepén Terentius Arsa tribunus megkísérelte a hatályos törvények közzétételét, ami nagy ellenállásba ütközött. Ezért  i. e. 451-ben tíz tekintélyes patríciust neveztek ki a consulok helyett.

## A decemviri működése
I. e. 451-ben-ben felfüggesztették az alkotmányos rendet, megszüntették az összes „rendes” magistratus működését és a tíz tekintélyes patrícius consuli hatalommal felruházott testülete intézte az állami ügyeket (decemviri legibus scribundis). A törvények egységes rendszerbe foglalását nem tudták egy esztendő alatt végrehajtani, ezért a Decemviri testület működését egy évvel meghosszabbították és az új testületnek már öt patrícius és öt plebejus lett a tagja. A hagyományok szerint ez a testület visszaélt hatalmával és a felháborodás megfosztotta őket hatalmuktól. (A kutatók nagy része nem erősíti meg a decemviri működésének meghosszabbítását és az ezzel kapcsolatos történteket.)

## A decemviri tagjai
Az eredeti megalakiláskor i. e. 451-ben:
- Appius Claudius Crassus Inregillensis Sabinus, consul
- Titus Genucius Augurinus, consul
- Titus Veturius Crassus Cicurinus
- Gaius Iulius Iullus
- Aulus Manlius Vulso
- Servius Sulpicius Camerinus Cornutus
- Publius Sestius Capito Vaticanus
- Publius Curiatius Fistus Trigeminus
- Titus Romilius Rocus Vaticanus
- Spurius Postumius Albus Regillensis

Tagjai az átalakulás után i. e. 450 – 449 között:
- Appius Claudius Crassus Inregillensis Sabinus
- Marcus Cornelius Maluginensis
- Marcus Sergius Esquilinus
- Lucius Minucius Esquilinus Augurinus
- Quintus Fabius Vibulanus
- Quintus Poetelius Libo Visolus
- Titus Antonius Merenda
- Caeso Duillius Longus
- Spurius Oppius Cornicen
- Manius Rabuleius

## A decemviri működésének eredménye
Létrehozták a tizenkét táblás törvények néven ismertté vált gyűjteményt, melynek középpontjában a magántulajdonnal kapcsolatos kérdések álltak.
A törvények szövege nem maradt fenn eredeti teljességében, mert a dokumentumok egy barbár betöréskor megsemmisültek, de a későbbi jogászi gyakorlatból, a nyelvészek idézeteiből és más tartalmi kivonatokból a következők szerint rekonstruálták őket:
- 1-2: perrendtartás
- 3: az adóssági eljárás
- 4: házasságjog
- 5: örökösödés, gyámság
- 6-7: birtokjog, adásvétel
- 8: vagyoni károsodás (lopás, rablás) és kártérítés
- 9: törvénykezés, joghatóság
- 10: városrendészeti ügyek, a temetkezés szabályozása
- 11: a hivatalos naptár
- 12: zálogjog; a rabszolgák által okozott károk

A törvények megnevezése (Legus duodecim tabularum vagy Duodecim tabulae) jelentősen eltér a későbbi gyakorlattól, ahol az előterjesztő nemzetségnevét és a törvény tárgyát tüntették fel. A tizenkét táblás törvények jelentőségét jelzi, hogy a későbbi császárkori jogászok is a magánjog és a közjog alapjának tekintették (fons omnis publici privatique iuris). A római gyerekek írás-olvasás oktatása a törvény szövege alapján történt.